# Łatyhol

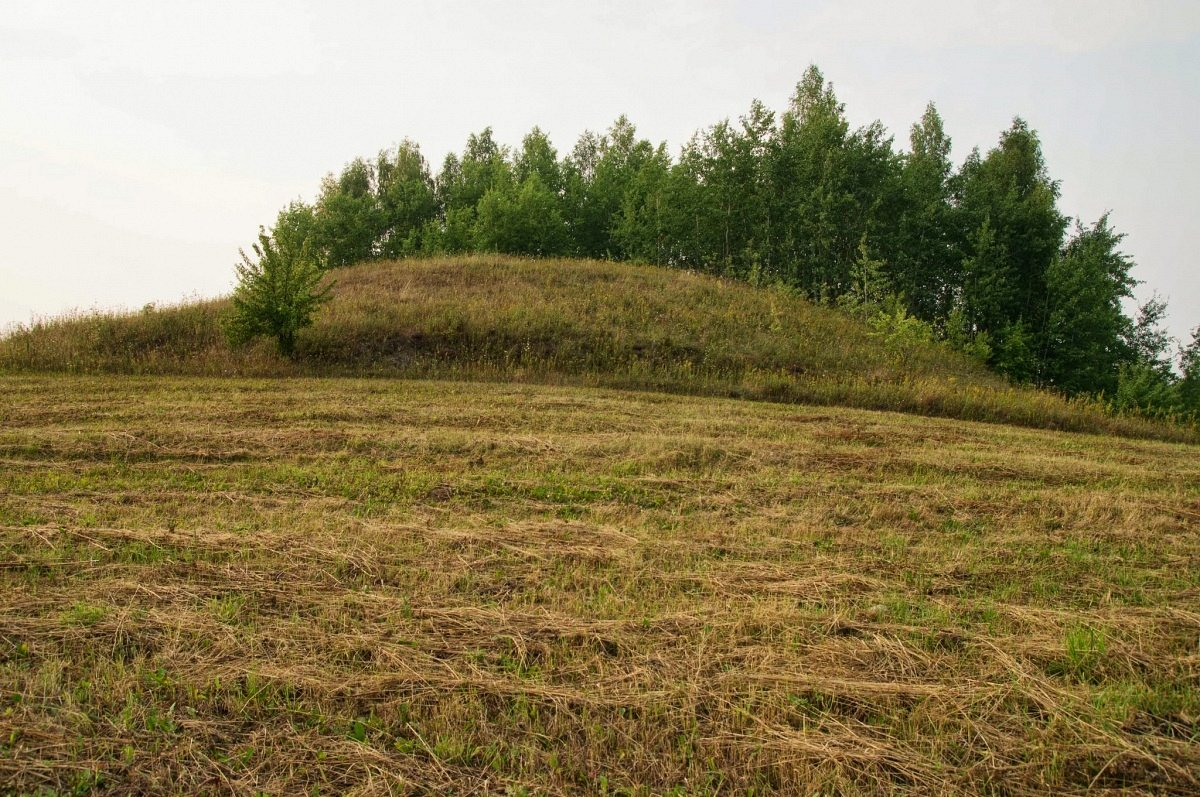
grodzisko

Łatyhol (biał. Латыгаль; ros. Латыголь) – wieś na Białorusi, w obwodzie witebskim, w rejonie głębockim, w sielsowiecie Koroby.

## Historia
W czasach zaborów w powiecie wilejskim w guberni wileńskiej Imperium Rosyjskiego.
W dwudziestoleciu międzywojennym kolonia (wcześniej wieś) i folwark leżały w Polsce, w województwie wileńskim, w powiecie duniłowickim (od 1926 postawskim), w gminie Norzyca.
Według Powszechnego Spisu Ludności z 1921 roku zamieszkiwało:
- kolonię –182 osoby, 178 było wyznania rzymskokatolickiego a 4 prawosławnego. Jednocześnie 178 mieszkańców zadeklarowało polską a 4 białoruską przynależność narodową. Były tu 33 budynki mieszkalne[2]. W 1931 w 49 domach zamieszkiwało 209 osób[3].
- folwark  –12 osób, wszystkie były wyznania rzymskokatolickiego i zadeklarowały polską przynależność narodową. Były tu 3 budynki mieszkalne[2]. W 1931 w 1 domu zamieszkiwały 4 osoby[3].

Wierni należeli do parafii rzymskokatolickiej w Konstantynowie i prawosławnej w Norzycy. Miejscowość podlegała pod Sąd Grodzki w Duniłowiczach i Okręgowy w Wilnie; właściwy urząd pocztowy mieścił się w Łasicy.
W 1938 roku miejscowośść należała do gromady Dobrianowo gminy Norzyca.
Po agresji ZSRR na Polskę w 1939 roku wieś znalazła się w granicach BSRR. W latach 1941–1944 była pod okupacją niemiecką. Następnie leżała w BSRR. Od 1991 roku w Republice Białorusi.
Do 1960 miejscowość wchodziła w skład sielsowietu Struki.

## Zabytki
- grodzisko z wczesnego okresu epoki żelaza nr 213В000393[7]